# Mieczysław Bernstein-Redens

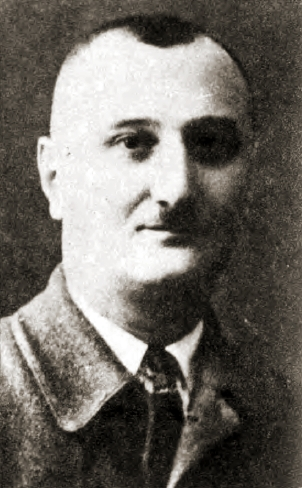
Mieczysław Bernstein-Redens

Mieczysław Bernstein-Redens pseud. Bem, Miller, Romer (ur. 7 lipca 1889 w Tomaszowie Mazowieckim, zm. 19 grudnia 1937 w Kommunarce pod Moskwą) – działacz komunistyczny, członek KC KPP od 1925, sekretarz Obwodu Węglowego KPP od 1926, kierownik Centralnego Wydziału Zawodowego KPP 1922-1926, sekretarz odpowiedzialny Biura Europejskiego Czerwonej Międzynarodówki Związków Zawodowych (Profinternu) od 1933.

## Życiorys
Od 1901 mieszkał z rodziną w Warszawie. W 1905 wydalony z gimnazjum za udział w strajku szkolnym. Przeniósł się do Krakowa, gdzie w 1909 skończył gimnazjum i podjął studia prawnicze na UJ. Podczas studiów wstąpił do organizacji "Spójnia". W 1915 zmobilizowany do armii rosyjskiej, po rewolucji lutowej i obaleniu caratu w 1917 członek komitetu żołnierskiego baterii i dywizjonu. W październiku 1917 był delegatem na zjazd Rad Delegatów Robotniczych i Żołnierskich (RDRiŻ) w Odessie. XI 1917-I 1918 członek Komitetu Rewolucyjnego i sekretarz Komisji Demobilizacyjnej. Od połowy 1918 pracował w Polskim Archiwum Rewolucyjnym w Moskwie. 
W grudniu 1918 wrócił do kraju i wstąpił do KPRP (późniejszej KPP). Działał w Radzie Związków Zawodowych Warszawy. Członek Wydziału Zawodowego Komitetu Warszawskiego KPP. 1922-1926 był kierownikiem Centralnego Wydziału Zawodowego przy KC KPP, współpracownikiem Centralnej Redakcji KPP i współredaktorem "Trybuny Robotniczej". Brał udział w II i III Konferencji KPP w lutym 1922 w Warszawie i w kwietniu 1923 w Gdańsku. Na II Zjeździe KPP jesienią 1923 został wybrany zastępcą członka KC KPP. Delegat KPP na V Kongres Kominternu latem 1924 w Moskwie i na III Kongres Czerwonej Międzynarodówki Związków Zawodowych (Profinternu) w lipcu 1924 w Moskwie. Delegat na III Zjazd KPP w styczniu-lutym 1925. Od października 1925 członek KC KPP. W 1926 został sekretarzem Obwodu Węglowego KPP. Uczestnik IV Zjazdu KPP (maj-sierpień 1927 pod Moskwą) i IV Kongresu Czerwonej Międzynarodówki Związków Zawodowych (marzec-kwiecień 1928 w Moskwie). 22 maja 1922 wziął udział w III Plenum KC KPP w Berlinie, a w styczniu 1929 w V Plenum KC. W marcu 1929 aresztowany i skazany na 6 lat więzienia. Był starostą komuny więziennej. 
15 września 1932 w drodze wymiany więźniów politycznych wyjechał do ZSRR. Wziął udział w VI Zjeździe KPP w październiku 1932 koło Mohylewa. Od stycznia 1933 pracował w Sekretariacie Europejskim Czerwonej Międzynarodówki Związków Zawodowych w Berlinie. Członek frakcji komunistycznej Światowego Komitetu Walki Przeciwko Faszyzmowi i Wojnie. Brał udział w XIII Plenum Komitetu Wykonawczego (KW) MK (listopad-grudzień 1933 w Moskwie) i V Kongresie Kominternu (lipiec-sierpień 1935 w Moskwie). Od 28 grudnia 1933 był sekretarzem odpowiedzialnym Biura Europejskiego Czerwonej Międzynarodówki Związków Zawodowych. W kwietniu 1936 przybył do Moskwy do pracy w Czerwonej Międzynarodówce Związków Zawodowych, a następnie w Komitecie Wykonawczym Kominternu (wrzesień-grudzień 1936) 
W okresie "wielkiej czystki" 27 lipca 1937 aresztowany przez NKWD. 9 grudnia 1937 skazany przez Kolegium Wojskowe Sądu Najwyższego ZSRR na śmierć za "udział w szpiegowsko - terrorystycznej organizacji kontrrewolucyjnej", stracony tego samego dnia w miejscu egzekucji Kommunarka pod Moskwą i tam pochowany.
Zrehabilitowany 4 maja 1955 postanowieniem Kolegium Wojskowego Sądu Najwyższego ZSRR.